# بانک مرکزی روسیه
بانک مرکزی روسیه که با نام بانک روسیه (روسی: Банк России) نیز شناخته می‌شود، بانک مرکزی فدراسیون روسیه است. این بانک در ۱۸۶۰ میلادی با عنوان بانک دولتی امپراتوری روسیه تأسیس شد. ساختمان مرکزی این بانک در مسکو واقع شده‌است. عملکرد این بانک در قانون اساسی روسیه (مقاله ۷۵) و در قانون ویژه فدرال ذکر شده‌است.